# Марк Атілій Метілій Брадуа
Марк Атілій Метілій Брадуа (? — після 138) — державний діяч Римської імперії, консул 108 року.

## Життєпис
Походив з роду Атіліїв з Цізальпійської Галлії. Син Марка Атілія Постума Брадуа, сенатора, та Метілії. Займав посади квестора, претора, військового трибуна. Після отримання Траяном імператорської влади Брадуа став наближеною до нього особою. У 108 році став консулом разом з Аппієм Аннієм Требонієм Галлом. Цього ж року став членом колегії понтифіків. З 108 до 111 року був виконувачем обов'язки великого понтифіка.
З 111 до 118 року був намісником провінції Британія. Після цього став одним з наближених до імператора Адріана. Згодом займав посади намісника провінцій Верхня та Нижня Германія. У 122—123 роках як проконсул керував провінцією Африка. Помер за часів імператора Антоніна Пія.

## Родина
Дружина — Кавцидія Тертула
Діти:
- Марк Атілій Метілій Брадуа Кавцидій Тертул Бас
- Атілія Кавцидія Тертула
- Публій Вігелій Рай Плаврій Сатурнін Атілій Брадуан Кавцидій Тертул.